# 寸沢嵐
寸沢嵐（すわらし）は、神奈川県相模原市緑区の大字。

## 地理
相模原市の北西部に位置し、山間部にあたる。北で若柳、北東で相模川及び津久井湖を跨いで千木良及び三井、東で道志川を跨いで三ケ木、南東で同じく道志川を跨いで青山、南で道志川を跨いで青野原、西で牧野、北西で日連と隣接する。地内に若柳の飛地を抱える。電話番号は042-684・685・787が使用されている。

### 河川
- 相模川
- 道志川

### 湖沼
- 津久井湖

### 山岳
- 石老山

### 地価
住宅地の地価は、2023年（令和5年）7月1日の公示地価によれば、寸沢嵐字関口3136番14の地点で3万200円/m2となっている。

## 歴史
沼本など一部の集落は城山ダム建設の影響で津久井湖の湖底に沈んでいる。2006年3月までは津久井郡相模湖町に属した。郵便番号は2010年3月までは229-0106だった。

## 世帯数と人口
2020年（令和2年）10月1日現在（国勢調査）の世帯数と人口（総務省調べ）は以下の通りである。
| 大字   | 世帯数    | 人口    |
| ------ | --------- | ------- |
| 寸沢嵐 | 1,207世帯 | 2,824人 |

### 人口の変遷
国勢調査による人口の推移。なお、2005年までは相模湖町の時の情報を掲載している。
| 年                 | 人口  |
| ------------------ | ----- |
| 1995年（平成7年）  | 4,052 |
| 2000年（平成12年） | 4,014 |
| 2005年（平成17年） | 3,953 |
| 2010年（平成22年） | 3,415 |
| 2015年（平成27年） | 3,042 |
| 2020年（令和2年）  | 2,824 |

### 世帯数の変遷
国勢調査による世帯数の推移。
| 年                 | 世帯数 |
| ------------------ | ------ |
| 1995年（平成7年）  | 1,390  |
| 2000年（平成12年） | 1,365  |
| 2005年（平成17年） | 1,407  |
| 2010年（平成22年） | 1,265  |
| 2015年（平成27年） | 1,103  |
| 2020年（令和2年）  | 1,207  |

## 学区
市立小・中学校に通う場合、学区は以下の通りとなる（2018年2月時点）
| 番地                 | 小学校               | 中学校               |
| -------------------- | -------------------- | -------------------- |
| 2336～2467           | 相模原市立青和学園   | 相模原市立青和学園   |
| 1～2335、 2468～3692 | 相模原市立内郷小学校 | 相模原市立内郷中学校 |

## 事業所
2021年（令和3年）現在の経済センサス調査による事業所数と従業員数は以下の通りである。
| 大字   | 事業所数  | 従業員数 |
| ------ | --------- | -------- |
| 寸沢嵐 | 107事業所 | 1,557人  |

### 事業者数の変遷
経済センサスによる事業所数の推移。
| 年                 | 事業者数 |
| ------------------ | -------- |
| 2016年（平成28年） | 103      |
| 2021年（令和3年）  | 107      |

### 従業員数の変遷
経済センサスによる従業員数の推移。
| 年                 | 従業員数 |
| ------------------ | -------- |
| 2016年（平成28年） | 1,010    |
| 2021年（令和3年）  | 1,557    |

## 交通

### 鉄道
地内には鉄道は引かれていない。最寄り駅はJR中央本線相模湖駅。

### バス
- 神奈川中央交通
  - 湖21：相模湖駅 - 相模湖大橋 - さがみ湖MORIMORI前 - 阿津 - 三ケ木
  - 湖28：相模湖駅 - 千木良 - 赤馬 - 桂橋 - 阿津 - 三ケ木
  - 橋11：橋本駅北口 - 二本松 - 久保沢 - 城山高校前 - 相模中野 - 日赤病院前 - 三ケ木 - さがみ湖MORIMORI前（平日運休）

すべて津久井営業所が担当している。

### 道路
- 国道412号

## 施設
- 神奈川県農業技術センター
- 相模原市津久井消防署
- 道志地区ふれあいセンター
- 沼本自治会館
- 山口集会所
- 沼本集会所
- 相模原市立内郷小学校
- 内郷幼稚園
- 相模原市立内郷保育園
- 相模湖病院
- 相模湖林間公園 - 南西側の一部が寸沢嵐に属する。
- 沼本ダム
- 寸沢嵐ポンプ所
- 顕鏡寺 - 高野山真言宗の仏教寺院。
- 清光禅寺
- 稲荷神社
- 天神社
- 日神社

## 史跡
- 寸沢嵐石器時代遺跡-縄文時代の集落遺跡。国の史跡。

## その他

### 日本郵便
- 以下（郵便番号）の集配局は、いずれも橋本郵便局[15]である。
  - 郵便番号 : 252-0176[3]
  - 郵便番号 : 252-0188（新戸のみ）[4]